# 1960年全日空25號班機小牧機場相撞事故
全日空小牧機場相撞事故是1960年（昭和35年）發生於小牧機場（今名古屋機場）跑道上事故，造成3人死亡，9人受傷。

## 事故摘要
1960年3月16日，全日空25號班機從東京國際機場飛往名古屋機場，搭載了3名機組人員和30名乘客共33人。 
下午7時38分，飛機從名古屋機場南邊降落，朝著中央滑行道滑行。該飛機原本該左轉離開跑道前往航廈，但空管誤以為是飛機在跑道中間點，於是命令航機掉頭。因此，機長掉頭向南。同時，空中交通管制员也正在引導日本航空自衛隊第三航空團所屬的一架F-86D戰鬥機（編號94-8137），可他卻沒有確認25號班機是否還在跑道上，便給予F-86起飛許可。這時在跑道上，民航機往南，戰鬥機往北，兩架飛機越來越接近了。 
當25號班機看見戰鬥機時立刻向左迴避，但為時已晚，下午7時39分，自衛隊戰鬥機撞上客機右翼、機身和尾部。25號航班因此斷成兩截。自衛隊戰鬥機在撞擊後前進150公尺往西滑進草地起火燃燒，空自飛行員被整備場的工程師們救出。
事故導致全日空25號班機上3人死亡，包括戰鬥機飛行員在內共造成9人受傷。

## 事故調查
經調查後確定，當時在職的29歲航空管制員在25號班機滑行的情況下，提前向自衛隊飛機發出了起飛許可。事後，空中交通管制員被起訴。名古屋地方法院於1962年10月10日判其三年缓刑。 
已有人指出事故的原因是軍民合用機場會造成極大的風險。 

## 相關事故
- 全日空58號班機 - 第二次全日空飛機和自衛隊飛機相撞的事故
- 特内里費空難
- 1983年桂林奇峰嶺機場撞機事件
- 全美航空1493號班機空難
- 馬里恩市機場撞機事故
- 2024年羽田机场跑道撞机事故